# Visiana
Visiana là một chi bướm đêm thuộc họ Geometridae.